# 마이크 아미리
마이크 아미리(Mike Amiri, 1976년 9월 6일~)는 이란계 미국인 패션 디자이너이자 AMIRI의 창립자, CEO, 크리에이티브 디렉터이다.

## 커리어
마이크 아미리는 가족과 함께 로스앤젤레스의 할리우드에서 자랐다. 아미리는 상징적인 음악가들을 위한 무대 작품들을 수작업으로 제작하기 시작했다. 그의 락앤락 에스테틱은 그가 LA 컨셉 가게인 맥스필드의 독점적인 캡슐 컬렉션을 디자인하도록 이끌었다. 2014년, 그의 동명의 럭셔리 패션 라인인 아미리의 출시를 기념했다.
그 데뷔 컬렉션으로 아미리는 그의 해체되고 손으로 장식된 데님 청바지, 가죽 재킷, 투박한 플란넬 셔츠와 그래픽 티셔츠로 뚜렷한 디자인 시그니처를 확립했다. 디자이너의 초기 DIY 감성은 연구되고 뚜렷한 사부아페어로 진화했고, 오늘날 그의 남성복과 여성복 라인은 그들의 세련된 장인정신으로 존경 받고 있으며 LA의 정통 스트리트웨어 문화의 화려한 기풍을 구현한 것으로 인정받고 있다.

## 아미리 (AMIRI)
아미리는 현재 파리 패션 위크에서 2년마다 컬렉션을 선보이고 있으며 뉴욕의 베르그도르프 굿맨 (Bergdorf Goodman), 파리의 갤러리 라파예트 (Galleries Lafayette)와 같은 세계적으로 가장 유명한 소매업체에서 기성복, 신발 및 액세서리를런던의 셀프리지와 홍콩의 조이스에서 구입할 수 있다.
2020년, 로데오 드라이브에 있는 LA 플래그십 스토어인 베벌리 힐즈는 캘리포니아의 라이프스타일에 대한 정통적인 번역과 현대적인 고급스러움의 여유로운 표현을 제공하면서 브랜드의 가장 몰입적인 경험을 위한 분위기를 조성했다. 2021년에는 미국 라스베이거스, 뉴욕, 마이애미 등이 입점했으며, 2022년에는 아시아 지역들이 문을 열 예정이다.
2018년부터 마이크 아미리는 CFDA의 회원이었다. 그는 CFDA 패션 어워드에서 스와로브스키 어워드의 떠오르는 탤런트 후보에 올랐다.같은 해, 그는 신발 뉴스 공로상에서 신흥 탤런트 상을 수상하였다. 2019년과 2021년, 마이크 아미리는 CFDA 패션 어워드에서 올해의 남성복 디자이너 후보로 지명되었다.
2021년, 아미리는 캡슐 컬렉션에 대한 로스앤젤레스를 기반으로 하는 독립 브랜드인 케미컬과 러브 무브먼트와 협력했다. 2022년, 아미리는 웨스 랭과 협력하여 아미리의 의상에 랑의 작품을 통합한 아미리의 2022년 가을 컬렉션을 만들었다.
2019년, 렌조 로소의 OTB 그룹은 AMIRI의 소수 지분을 인수한다.

## 수상 및 후보
2018년 미국 패션 디자이너 협의회(CFDA)에서 마이크 아미리는 CFDA 패션 어워드에서 스와로브스키 어워드 신흥 탤런트 후보에 올랐다.
2018년, 마이크 아미리는 신발 뉴스 공로상에서 이머징 탤런트 상을 수상하였다.
2019년과 2021년 미국 패션 디자이너 협의회(CFDA)에서 마이크 아미리는 CFDA 패션 어워드에서 올해의 남성복 디자이너 후보로 지명되었다.